# RFC Perwez
Royal Football Club Perwez was een Belgische voetbalclub uit Perwijs. De club was bij de KBVB aangesloten met stamnummer 2364 en had rood als clubkleur. 

## Geschiedenis
Football Club Perwez ontstond in 1936. Bij toetreding tot de Belgische Voetbalbond kreeg de club stamnummer 2364 toebedeeld. In 1937 nam de club voor de eerste maal deel aan competitie. Het speelde heel zijn bestaan in de Brabantse provinciale reeksen. In 1986 werd de club koninklijk en werd de naam Royal Football Club Perwez. De club speelde vele jaren op de laagste provinciale niveaus. Pas in 2003 kon de club na 43 jaar terugkeren naar Tweede provinciale. De club kon in 2018 doorstoten naar Eerste provinciale, waar het uiteindelijk in 2023 de titel pakte en zo voor de eerste maal zou aantreden op nationaal niveau. 
In het seizoen 2024/25, begon de club in de Derde Afdeling ACFF A. Maar de club kende al enige tijd financiële problemen waardoor spelers niet betaald werden en deze als gevolg weigerden te spelen. Nadat de club voor de derde maal op rij forfait gaf, werd RFC Perwez op 16 december 2024 uit de competitie gezet. Alle resultaten van de club werden geschrapt. 

## Resultaten
| Seizoen | Klasse | Klasse | Klasse | Klasse | Klasse | Klasse | Klasse | Klasse | Reeks                 | Punten | Opmerkingen                                          |  |  |  |
|         | 1A     | 1B     | 1Am    | 2Am    | 3Am    | P.I    | P.II   | P.III  |                       |        |                                                      |  |  |  |
| ------- | ------ | ------ | ------ | ------ | ------ | ------ | ------ | ------ | --------------------- | ------ | ---------------------------------------------------- |  |  |  |
| 2018/19 |        |        |        |        |        |        | 4      |        | Tweede Provinciale    | 57     |                                                      |  |  |  |
| 2019/20 |        |        |        |        |        |        | 4      |        | Tweede Provinciale    | 33     | Competitie stopgezet na speeldag 17 door Coronavirus |  |  |  |
|         | 1A     | 1B     | 1Nat   | 2Afd   | 3Afd   | P.I    | P.II   | P.III  |                       |        |                                                      |  |  |  |
| 2020/21 |        |        |        |        |        |        | -      |        | Tweede Provinciale B  | -      | Geen competitie door Coronavirus                     |  |  |  |
| 2021/22 |        |        |        |        |        |        | 1      |        | Tweede Provinciale B  | 75     |                                                      |  |  |  |
| 2022/23 |        |        |        |        |        | 1      |        |        | Eerste Provinciale    | 66     |                                                      |  |  |  |
| 2023/24 |        |        |        |        | 7      |        |        |        | Derde Afdeling ACFF A | 42     |                                                      |  |  |  |
| 2024/25 |        |        |        |        | 16     |        |        |        | Derde Afdeling ACFF A | 0      | Uit de competitie gezet                              |  |  |  |